# Laksativi
Laksativi, laksansi ili purgativi su lijekovi za liječenje zatvora stolice.
Zatvor stolice (opstipacija, konstipacija) je stanje u kojemu osoba ima neugodno ili rijetko pražnjenje crijeva. Takva osoba ima tvrdu stolicu koja teško prolazi, a i osjećaj da se rektum nije u potpunosti ispraznio. Postoji akutni i kronični zatvor. Ovaj potonji može trajati mjesecima i godinama. Zatvor može za posljedicu imati oboljenja debelog crijeva zbog koncentriranja toksina iz fecesa.
Razlozi nastanka zatvora stolice mogu biti:
- promjena prehrane,
- neadekvatna prehrana (moderna prehrana industrijskim, rafiniranim namirnicama bez sadržaja prirodnih neprobavljivih vlakana),
- fizička neaktivnost,
- lijekovi (antacidi, soli bizmuta, željeza, antihipertenzivi, narkotici, sedativi...),
- poremećaj štitnjače,
- hiperkalcijemija,
- ostali razlozi.

Ponekad je za liječenje takvog stanja potrebno samo prilagoditi prehranu. A često je zatvor stolice samo simptom neke druge bolesti.
Jedan od oblika kroničnog zatvora je tzv. "staračka tromost debelog crijeva" od koje pati veliki broj osoba starije dobi, a uzrok je degenerativne naravi - debelo crijevo počinje sve slabije reagirati na podražaje. Uzimanje laksativa u tom slučaju može samo otežati stanje. Za liječenje zatvora (akutnog) koristimo laksative. Laksative također koristimo i kod priprema pacijenta za dijagnostičke ili operacijske zahvate, a i u slučaju trovanja kada treba što hitnije isprazniti probavni trakt. Razlikujemo skupine u ovisnosti o mehanizmu djelovanja.

### Osmotska sredstva
Navlače velike količine vode u debelo crijevo čineći stolicu mekom i rahlom. U ovu skupinu spadaju anorganske soli magnezija (magnezijev sulfat - "gorka sol"), natrijev sulfat, polialkoholi (glicerol, manitol, sorbitol), šećeri koji se slabo resorbiraju kao što je laktoza ili laktuloza ili pak organske kiselina koje se slabo resorbiraju (limunska, vinska i jabučna kiselina). Takva sredstva su dobra za brzo rješavanje akutnog problema ali zbog mogućih nuspojava nisu pogodna za svakodnevnu primjenu.

### Kontaktni laksativi
Vrlo snažno, učinkovito i izravno potiču stijenke debelog crijeva uzrokujući njihovo stezanje i pomicanje stolice. To su, primjerice, bisakodil, senozidi A i B iz biljke sene (Cassia angustifolia), ramnozidi iz kore krkavine (Rhamnus frangula), fenolftalein, glikozidi iz rabarbare (Rhei rhizomae). Valja istaći da se oni mogu koristiti vrlo ograničeno jer izazivaju grčeve, a također mogu uzrokovati ovisnost o laksativima jer ako se često uzimaju razvijaju sindrom lijenih crijeva. Također, često i produženo uzimanje takvih laksativa izazvat će oštećenje debelog crijeva. Često se rabe prije dijagnostičkih pretraga u cilju uklanjanja sadržaja debelog crijeva. 

### Sredstva koja bubre
Ovi laksativi povećavaju obujam stolice čime se potiče prirodno stezanje crijeva. Također, takva sredstva navlače vodu i omekšavaju stolicu. To su npr. pektini iz voća (smokve, šljive), mekinje, ljuskice sjemena indijskog trpuca, psilij, kalcijev polikarbofil i metilceluloza. Vrlo su prikladna za liječenje kroničnog oblika zatvora zbog svog polaganog i prirodnog djelovanja te sigurnosti. Naime, unošenje takvih tvari simulira "prirodniju" prehranu koja bi trebala biti puno bogatija neprobavljivim vlaknima. 

### Emolijentni laksativi
Ti laksativi olakšavaju defekaciju tako što razvodnjavaju i omekšavaju feces. Nazivaju se još i skliskim sredstvima. Primjerice to su tekući parafin (koji se ne koristi zbog sumnje u kancerogenost) i maslinovo ulje. Također, u ovu skupinu spada i natrijev dokuzat koji nije ništa drugo nego posebna vrsta detergenta. Danas su uglavnom napušteni.

### Antiapsorpcijski laksativi
U pitanju su izrazito jaki laksativi. Djeluju na način da izazivaju ulazak vode ili blokadu apsorpcije vode pa stolica postaje mekana. Zapravo, ovakva sredstva izazivaju stanje proljeva. To su npr. ricinusovo ulje, krotonovo ulje i dr

## Senozidi A i B
Senozidi A i B jesu antrakinonski glikozidi iz lišća i ploda biljke sene (Cassia angustifolia). Sena se iz Indije, preko Arabije proširila do istočne Afrike, odakle su je egipatski trgovci proširili Europom. Od davnina je opisivana kao sredstvo koje izvrsno čisti i otklanja lijenost donjega dijela trbuha jer "otapa" sve što sustigne.
Senozidi se u probavnom sustavu razgrađuju na antrakinone koji se apsorbiraju u tankom crijevu da bi se opet izlučili na sluznici kolona gdje zajedno s neapsorbiranim dijelom lijeka djeluju kao kemijski laksativi. Zbog toga laksativni učinak nastupa tek nakon 6 do 10 sati. Kod primjene senozida boja mokraće je smeđa ako je urin kiseo, a crvena ako je urin bazičan. Senozidi mogu uzrokovati kolitis i hiperemiju male zdjelice. Stoga se ne preporuča bilo kakve pripravke na bazi sene davati trudnicama, tijekom menstruacije, i pri upalnim procesima zdjeličnih organa. Katkada uzrokuju grčeve i stoga se ne smiju davati djeci. Senozidi obično dolaze u obliku ekstrakata iz lišća ili ploda sene. Takvi ekstrakti sadržavaju različite količine senozida pa se stoga moraju biološki standardizirati. Senozidi A i B se primjenjuje u svrhu pražnjenja crijeva prije radioloških pregleda probavnog i mokraćno-spolnog sustava, scintigrafije cijelog tijela, prije kolonoskopije i rektoskopije te pri zatvoru. Dolaze u obliku sirupa s ekstraktima sene i u obliku čaja (gdje je lišće ili plod sene monodroga ili mješavina).

## Glicerol
Glicerol se primjenjuje kao laksativ, a djeluje osmotski, tako da navlači vodu u lumen crijeva iz okolnih tkiva. Sadržaj crijeva time postaje mekši i crijevna funkcija biva olakšana. Dostupan je u obliku tekućine ili čepića, za rektalnu uporabu. Takav laksativ može pomoći u više situacija: kada je potrebno razviti normalnu crijevnu funkciju nakon perioda loše prehrane i nedostatka fizičke aktivnosti, zatim u pripremi za pregled ili operaciju, prije porođaja, u periodu od par dana nakon porođaja i može pomoći kod konstipacije često uzrokovane drugim lijekovima (narkoanalgetici, antidepresivi, antikonvulzivi, blokatori kalcijevih kanala).
Neke nuspojave pri njegovoj upotrebi mogu biti nelagoda u trbuhu, grčevi, vjetrovi. Treba uzeti u obzir i mogućnost alergijskih reakcija. Lokalna primjena bit će kontraindicirana kod medicinskih problema poput apendicitisa i rektalnog krvarenja nepoznatog uzroka.

## Bisakodil
Bisakodil je kemijski i farmakološki srodan fenolftaleinu, ali mu je djelovanje 10 do 20 puta potentnije. U tankom crijevu se resorbira i nakon biotransformacije izlučuje u tanko crijevu preko žuči. Dakako, izlučuje se u obliku glukuronida pa se ne može iznova apsorbirati te stoga prelazi u debelo crijevo gdje se pod utjecajem bakterijske flore iznova oslobađa bisakodil. On djeluje na sluznicu potičući peristaltiku crijeva. 
Zbog tako dugog puta do mjesta djelovanja djelovanje mu počinje tek za 6 do 12 sati, ali ako se primjeni u obliku čepića tada djelovanje započinje puno brže - za pola sata do sat vremena. 
Tijekom primjene mogu se pojaviti tegobe u trbuhu, uključujući grčeve i bol u trbuhu. Zapažen je i proljev.